# Сан Руфино (Ређо Емилија)
Сан Руфино је насеље у Италији у округу Ређо Емилија, региону Емилија-Ромања.
Према процени из 2011. у насељу је живело 399 становника. Насеље се налази на надморској висини од 159 м.